# 천우수성
천우수성(天祐垂聖)은 서하 의종(西夏 毅宗) 이양조(李諒祚)의 치세에 쓰던 연호이다.

## 연대 대조표
| 천우수성   | 원년           | 2년            | 3년            |
| 서기(西紀) | 1050년         | 1051년         | 1052년         |
| 간지(干支) | 경인(庚寅)     | 신묘(辛卯)     | 임진(壬辰)     |
| 북송(北宋) | 황우(皇祐) 2년 | 황우(皇祐) 3년 | 황우(皇祐) 4년 |

## 동시대 연호
| 이전 연호 연사녕국(延嗣寧國) | 중국의 연호 서하(西夏) | 다음 연호 복성승도(福聖承道) |